# سپیده حبیب
سپیده حبیب (زاده ۱۳۴۹، تهران)، فعال در زمینه روانپزشکی و ترجمه آثار در این حوزه است. وی به‌خاطر ترجمه آثار «اروین د. یالوم» در ایران شهرت دارد.

## تحصیلات
سپیده حبیب دوران ابتدایی را در مدرسه فرهاد و دبیرستان را در دبیرستان هدف گذراند. وی دکتری عمومی خود را در سال ۱۳۷۵ و پس از آن تخصص روانپزشکی را در سال ۱۳۸۱ در دانشگاه علوم پزشکی ایران به پایان رساند.

## فعالیت
از میان آثار منتشر شده با ترجمه سپیده حبیب می‌توان «وقتی نیچه گریست»، «درمان شوپنهاور»، «روان درمانی اگزیستانسیال»، «مامان و معنی زندگی» و «هنر درمان»را نام برد که همگی از آثار یالوم هستند. از سایر فعالیت‌های او می‌توان به ترجمه «عشق و اراده» اثر «رولو می» 
و روی آوردن به طبابت از سال ۱۳۹۵ اشاره کرد.

## یادداشت
1. ↑  Momma and the meaning of life, 1999. شابک ‎۰−۷۴۹−۹۲۰۳۸−۶
2. ↑  The Gift of Therapy: An Open Letter to a New Generation of Therapists and Their Patients. شابک ‎۰−۰۶۶−۲۱۴۴۰−۸